# Antheraxanthin
Antheraxanthin ist ein gelbes Pigment, das überwiegend in Pflanzen, wie Paprika, Zitruspflanzen und Lilien vorkommt. Darüber hinaus kann es beispielsweise in Euglenozoa und Chlorophyta gefunden werden. Es gehört zu der Gruppe der Xanthophylle. Es wird in Pflanzen beim Abbau von Chlorophyllen gebildet.
Innerhalb der Pflanzengattung der Paprika ist Antheraxanthin ein Zwischenprodukt in der Biosynthese einiger Farbpigmente. Dabei wird Antheraxanthin mittels Pinakol-Umlagerung zu Capsanthin und Capsorubin umgewandelt.
Antheraxanthin ist in Pflanzen am Xanthophyllzyklus beteiligt. Dort ist es ein Intermediat bei der enzymatischen Epoxidierung von Zeaxanthin, bzw. der De-epoxidierung von Violaxanthin. Die Epoxidation verläuft dabei um den Faktor 5–10 langsamer.